# Supercopa Argentina de Voleibol Masculino de 2021
A Supercopa Argentina de Voleibol Masculino de 2021 foi a 11.ª edição deste torneio organizado anualmente pela Associação de Clubes da Liga Argentina de Voleibol (ACLAV). O torneio ocorreu nos dias 17 e 18 de novembro e contou com a presença de quatro equipes argentinas.
Disputando a segunda final de sua história, o Ciudad Vóley conquistou o inédito título ao vencer o UPCN Vóley Club em 3 sets a 0. Na disputa pelo terceiro a lugar, a equipe do Unión Vecinal de Trinidad derrotou o Obras de San Juan por 3–1.

## Regulamento
O torneio foi disputado em sistema eliminatório, nas fases semifinais, disputa pelo terceiro lugar e final.

## Local das partidas
| San Juan, Argentina  |
| -------------------- |
| Estadio Aldo Cantoni |
|                      |
| Capacidade: 8 000    |

## Equipes participantes
As seguintes equipes se qualificaram para a Supercopa Argentina de 2021:
| Equipe                    | Cidade       | Qualificação                    | Última participação |
| ------------------------- | ------------ | ------------------------------- | ------------------- |
| UPCN Vóley Club           | San Juan     | Campeão da LVA de 2020–21       | 2017                |
| Ciudad Vóley              | Buenos Aires | Vice-campeão da LVA de 2020–21  | 2018                |
| Unión Vecinal de Trinidad | San Juan     | Semifinalista da LVA de 2020–21 | Estreante           |
| Obras de San Juan         | San Juan     | Semifinalista da LVA de 2020–21 | 2019                |

## Resultados
|  | Semifinais                | Semifinais   |                 |   | Final | Final |
|  |                           |              |                 |   |       |       |
|  |                           |              |                 |   |       |       |
|  |                           |              |                 |   |       |       |
|  | UPCN Vóley Club           | 3            |                 |   |       |       |
|  | UPCN Vóley Club           | 3            |                 |   |       |       |
|  | Unión Vecinal de Trinidad | 0            |                 |   |       |       |
|  | Unión Vecinal de Trinidad | 0            | UPCN Vóley Club | 0 |       |       |
|  |                           |              | UPCN Vóley Club | 0 |       |       |
|  |                           | Ciudad Vóley | 3               |   |       |       |
|  | Ciudad Vóley              | Ciudad Vóley | 3               | 3 |       |       |
|  | Ciudad Vóley              |              |                 | 3 |       |       |
|  | Obras de San Juan         | 1            |                 |   |       |       |
|  | Obras de San Juan         | 1            | Terceiro lugar  |   |       |       |
|  |                           |              |                 |   |       |       |
|  |                           |              |                 |   |       |       |
|  |                           |              |                 |   |       |       |
|  | Obras de San Juan         | 1            |                 |   |       |       |
|  | Obras de San Juan         | 1            |                 |   |       |       |
|  | Unión Vecinal de Trinidad | 3            |                 |   |       |       |

- As partidas seguem o horário local (UTC−3).

### Semifinais
| Data   | Hora  |                 | Placar |                           | Set 1 | Set 2 | Set 3 | Set 4 | Set 5 | Total | Relatório |
| ------ | ----- | --------------- | ------ | ------------------------- | ----- | ----- | ----- | ----- | ----- | ----- | --------- |
| 17 nov | 17:00 | Ciudad Vóley    | 3–1    | Obras de San Juan         | 25–18 | 23–25 | 25–21 | 25–19 |       | 98–83 | Relatório |
| 17 nov | 22:00 | UPCN Vóley Club | 3–0    | Unión Vecinal de Trinidad | 25–19 | 25–16 | 25–22 |       |       | 75–57 | Relatório |

### Terceiro lugar
| Data   | Hora  |                   | Placar |                           | Set 1 | Set 2 | Set 3 | Set 4 | Set 5 | Total | Relatório |
| ------ | ----- | ----------------- | ------ | ------------------------- | ----- | ----- | ----- | ----- | ----- | ----- | --------- |
| 18 nov | 17:00 | Obras de San Juan | 1–3    | Unión Vecinal de Trinidad | 25–27 | 23–25 | 25–18 | 21–25 |       | 94–95 | Relatório |

### Final
| Data   | Hora  |                 | Placar |              | Set 1 | Set 2 | Set 3 | Set 4 | Set 5 | Total | Relatório |
| ------ | ----- | --------------- | ------ | ------------ | ----- | ----- | ----- | ----- | ----- | ----- | --------- |
| 18 nov | 21:00 | UPCN Vóley Club | 0–3    | Ciudad Vóley | 23–25 | 20–25 | 22–25 |       |       | 65–75 | Relatório |

## Premiação
| Supercopa Argentina de 2021       |
| Buenos Aires                      |
| --------------------------------- |
| Ciudad Vóley Campeão (1.º título) |